# Okà
L'Okà (en rus Ока) és un important riu de la part europea de Rússia i un dels principals afluents del Volga. La seva longitud total és 1.495 km i la seva conca drena una superfície de 245.000 km² (extensió similar a la d'estats com Guinea o el Regne Unit).
Administrativament, el riu transcorre per les províncies d'Oriol, Tula, Kaluga, Moscou, Riazan, Vladímir i Nijni Nóvgorod, de la Federació Russa.

## Etimologia
No hi ha un clar consens sobre l'origen del nom; tot i això les principals hipòtesis són les següents: 
- Max Vasmer associa el nom del riu amb el аƕа gòtic, l'alt alemany antic aha i el llatí aqua, que en tots els casos significa tant 'aigua' com 'riu' (com per exemple, els rius anomenats Aa).
- Oleg Trubatxov sosté un origen bàltic: aka significa, en lituà, 'font', i ho atribueix a la tribu dels galindians, que vivien a la part occidental de la conca de l'Okà abans de l'arribada dels eslaus.
- La hipòtesi d'un origen finlandès: joki significa, en finès, 'riu'. De fet, fins a l'arribada dels eslaus al curs de l'Okà, el curs superior estava ocupat per tribus bàltiques (els polekhs), mentre que el curs mitjà i baix estava habitat per finesos (els meixeres i els muromians).

Històricament, el riu Okà va donar el seu nom als Principats de l'Alt Okà, situats aigües amunt de Tarusa en els segles xiv i xv. Una de les ciutats de Rússia, Nijni Nóvgorod, va ser fundada per protegir l'Okà a la confluència amb el Volga. El Kanat de Qasim, un govern musulmà, va ocupar la part baixa de l'Okà en els segles XV i XVI.

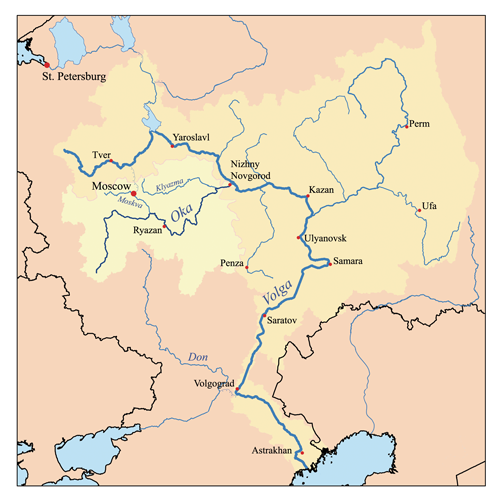
Mapa de la conca hidrogràfica de l'Okà, dins la conca hidrogràfica del Volga